# TSV Sonthofen
TSV Sonthofen  - żeński klub piłki siatkowej z Niemiec. Został założony w 1963 roku z siedzibą w Sonthofen. Występuje w Volleyball Bundesliga.